# Erni Maissen
Erni Maissen (Reinach, 1º gennaio 1958) è un ex calciatore svizzero, di ruolo centrocampista.

## Carriera
Vinse per 2 volte il campionato svizzero con il Basilea (1977, 1980)